# Mulongo
Mulongo – miasto w południowej Demokratycznej Republice Konga, w prowincji Katanga. Według danych na rok 2004 liczyło 51 603 mieszkańców.